# Sestao Sport Club
Sestao Sport Club was een Spaanse voetbalclub. Thuisstadion was het Las Llanas in Sestao in de autonome regio Baskenland. De ploeg had als bijnaam River. Het team speelde tot het einde van het seizoen 1995-1996 in de Segunda División A, waarna de degradatie en de ontbinding door financiële problemen volgde.  Onmiddellijk na het verdwijnen van de ploeg werd zijn opvolger, Sestao River Club opgericht

## Historie
Het hoogste niveau dat de ploeg ooit bereikte was de Segunda División A 1995/96.  Ze speelden er in totaal zeventien seizoenen verdeeld over drie perioden, van 1954 tot en met 1961, van 1985 tot en met 1993 en ten slotte het laatste seizoen van hun bestaan 1995-1996.